# Monday Night Football
A Monday Night Football egy élő televíziós közvetítés az National Football League-ből. Minden játékhét hétfői napjára tesznek egy kiemelkedő meccset, amelynek várhatóan nagyobb lesz majd a nézettsége és több izgalmat ígér. Persze az is közrejátszik, hogy azon a napon nem játszanak másik meccset.
Az 1960-as években az NFL vezetősége azt vetette fel, hogy hetente emeljenek ki egy meccset a többi közül és másik napon játsszák le. Így aztán 1964. szeptember 28-án megrendezték az első ilyen meccset a Green Bay Packers és a Detroit Lions között. Ezt a kiemelt rangadót nem hétfőn, hanem pénteken játszották. A mérkőzést nem közvetítették, ennek ellenére - vagy éppen ezért - 59 203 néző volt a lelátókon, ami a Tiger Stadiumban rekordnak számított (és még mindig az). Ezután a vezetőség 4 éves tervet készített a hétfő esti, főműsoridőben játszandó meccsekre, ami azóta is a legnézettebb Amerikában.
1970-től 2005-ig ezeket a rangadókat az ABC Network közvetítette. Ez volt a második leghosszabb ideig futó "prime time show". 36 év után 2006-ban az ESPN-hez költözött, de a rekordok nem álltak meg.

## Monday Night Footballpont rekordok
- Legtöbb pont egy csapatnak
  - 59 - Philadelphia Eagles, 2010. november 15.
  - 55 - Indianapolis Colts, 1988. október 31.
  - 52 - San Francisco 49ers, 1991. december 23.
  - 51 - New Orleans Saints, 2008. november 24.
  - 50 - San Diego Chargers, 1982. december 20.
  - 49 - Philadelphia Eagles , 2004. november 15.
  - 49 - Kansas City Chiefs, 2004. december 13.
  - 48 - Detroit Lions, 1981. október 19.
  - 48 - Green Bay Packers, 1983. október 17.
  - 48 - Tennessee Titans, 2004. október 11.
  - 48 - Baltimore Ravens, 2005. december 19.
- Legnagyobb különbségű meccsek
  - 45 pont - Baltimore 48, Green Bay 3 - 2005. december 19.
  - 42 pont - Miami 45, N.Y. Jets 3 - 1986. november 24.
  - 42 pont - Patriots 45, N.Y. Jets 3 - 2010. december 6.
  - 42 pont - Seattle 42, Philadelphia 0 - 2005. december 5.
  - 38 pont - San Francisco 52, Chicago 14 - 1991. december 23.
  - 38 pont - San Francisco 41, Atlanta 3 - 1992. november 9.
  - 38 pont - St Louis Cardinals 38, Dallas 0 - 1970. november 16.
- Legtöbb pont egy mérkőzésen
  - 95 pont - Green Bay 48, Washington 47 - 1983. október 17.
  - 87 pont - Kansas City 49, Tennessee 38 - 2004. december 13.
  - 87 pont - Philadelphia 59, Washington 28 - 2010. november 15.
  - 84 pont - San Diego 50, Cincinnati 34 - 1982. december 20.
  - 82 pont - Dallas 43, Seattle 39 - 2004. december 6.
  - 80 pont - New Orleans 51, Green Bay 29 - 2008. november 24.
  - 79 pont - Oakland 45, Pittsburgh 34 - 1980. október 20.
  - 78 pont - Indianapolis 55, Denver 23 - 1988. október 31.
  - 78 pont - Dallas 41, Philadelphia 37 - 2008. szeptember 15.
- Legkevesebb pont egy mérkőzésen
  - 3 pont - Pittsburgh 3, Miami 0 - 2007. november 26.
  - 9 pont - Jacksonville 9, Pittsburgh 0 - 2006. szeptember 18.
  - 10 pont - San Francisco 7, N.Y. Giants 3 - 1990. december 3.
  - 12 pont - Oakland 9, Denver 3 - 1980. december 1.
  - 14 pont - Washington 9, Dallas 5 - 1978. október 2.